# Oscar Ghiglia (peintre)
Pour les articles homonymes, voir Ghiglia et Oscar Ghiglia.
Oscar Ghiglia, né le 23 août 1876 à Livourne dans la région de la Toscane et décédé le 14 juin 1945 à Florence dans la même région, est un peintre italien. Connu pour ses portraits et ses natures mortes, il est influencé par le mouvement des Macchiaioli et devient l'un des plus grands représentants du courant Postmacchiaioli (it).

## Biographie
Oscar Ghiglia naît à Livourne dans la région de la Toscane en 1876. Jeune, il étudie auprès des peintres livournais Ugo Manaresi (it) et Guglielmo Micheli et devient ami avec le peintre Llewelyn Lloyd (it). En 1900, il s'installe à Florence et s'inscrit à l'école libre du nu, la Scuola Libera di Nudo de l'académie du dessin de la ville dirigé par le peintre Giovanni Fattori, où il rencontre l'artiste Amedeo Modigliani avec qui il se lie d'amitié.
Il expose pour la première fois lors de la Biennale de Venise en 1901. En 1902, il expose à Florence et épouse Elisa Morandini. L'année suivante, il présente un portrait de sa femme à la Biennale de Venise. En 1904, il participe à l'exposition universelle de Saint-Louis. Durant cette période, il se lie d'amitié avec le critique et journaliste Ugo Ojetti et réalise entre 1908 et 1910 un portrait de lui, ainsi que deux tableaux représentant sa femme. Durant cette période il rencontre également le peintre et collectionneur Gustavo Sforni (it). Ce dernier lui propose en 1911 un contrat à vie contre un droit de premier refus sur ces oeuvres.
À partir de 1914, il réalise de longs séjours dans le hameau de Castiglioncello et se retire peu à peu de la vie mondaine et artistique. En 1929, il expose à la Galleria Pesaro (it) de Milan en compagnie de ces deux fils, Valentino (it) et Paulo (it), qui deviendront peintre comme leur père. En 1935, il participe à la deuxième édition de la Quadriennale de Rome, sa dernière grande exposition.
Il décède dans la ville de Florence en 1945.
Ces œuvres sont notamment visibles ou conservées au Museo Novecento et à la galerie d'Art moderne du palais Pitti de Florence, au musée civique Giovanni Fattori de Livourne, au musée d'Art moderne Ricci-Oddi de Plaisance et au musée de l'art italien de Lima (it).

## Œuvres

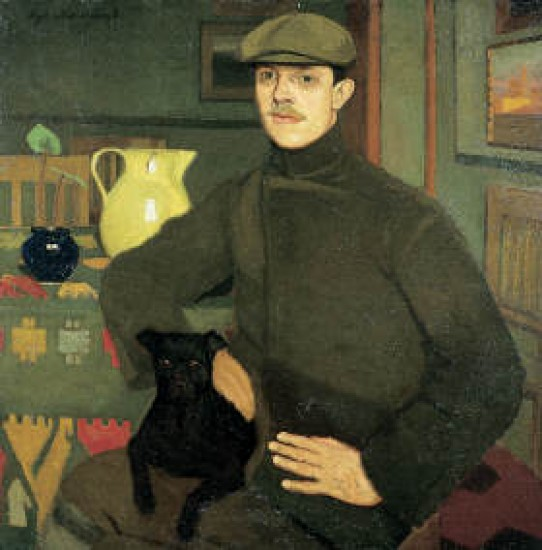
Portrait de Llewelyn Lloyd, 1909
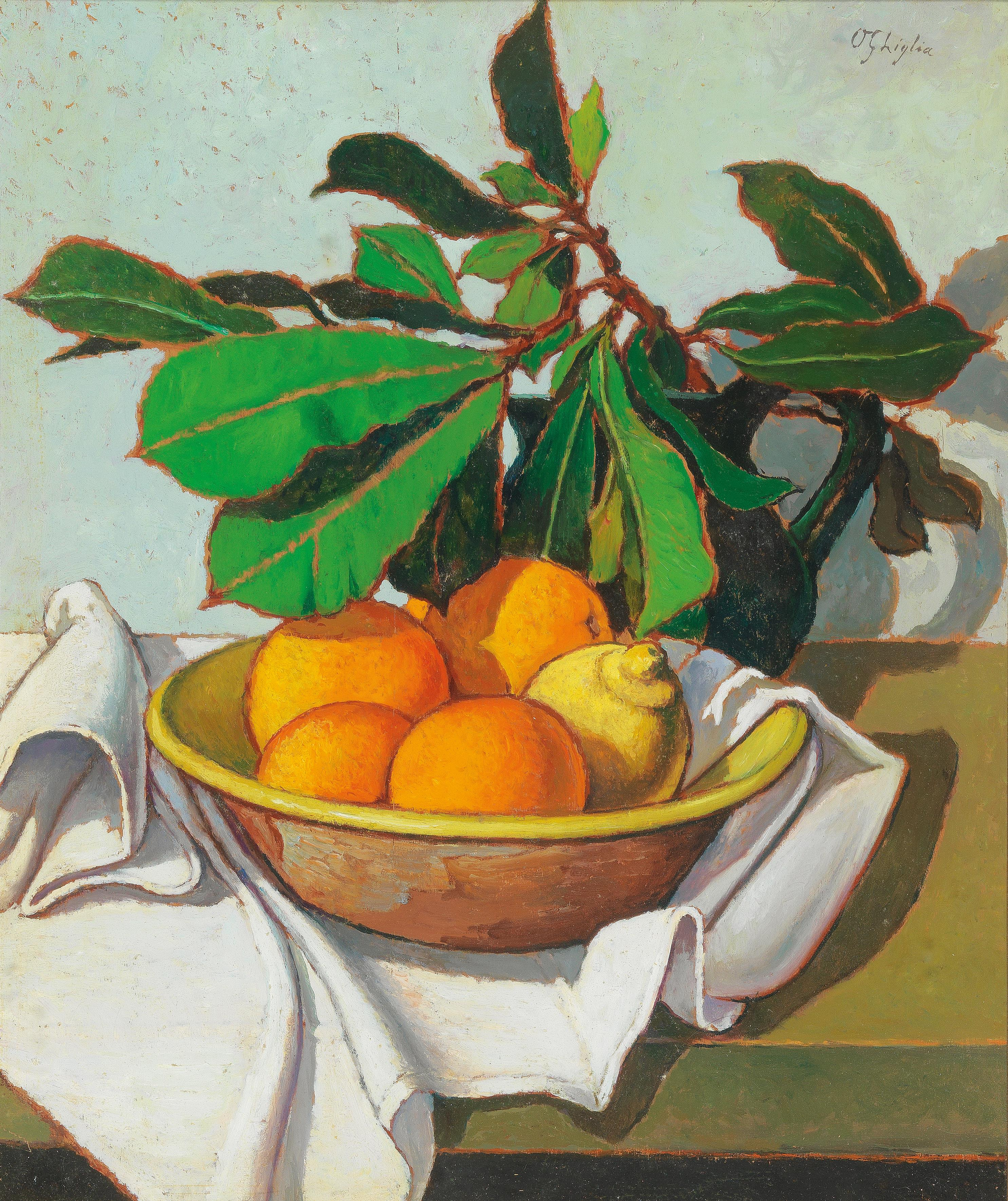
Nature morte, sans date
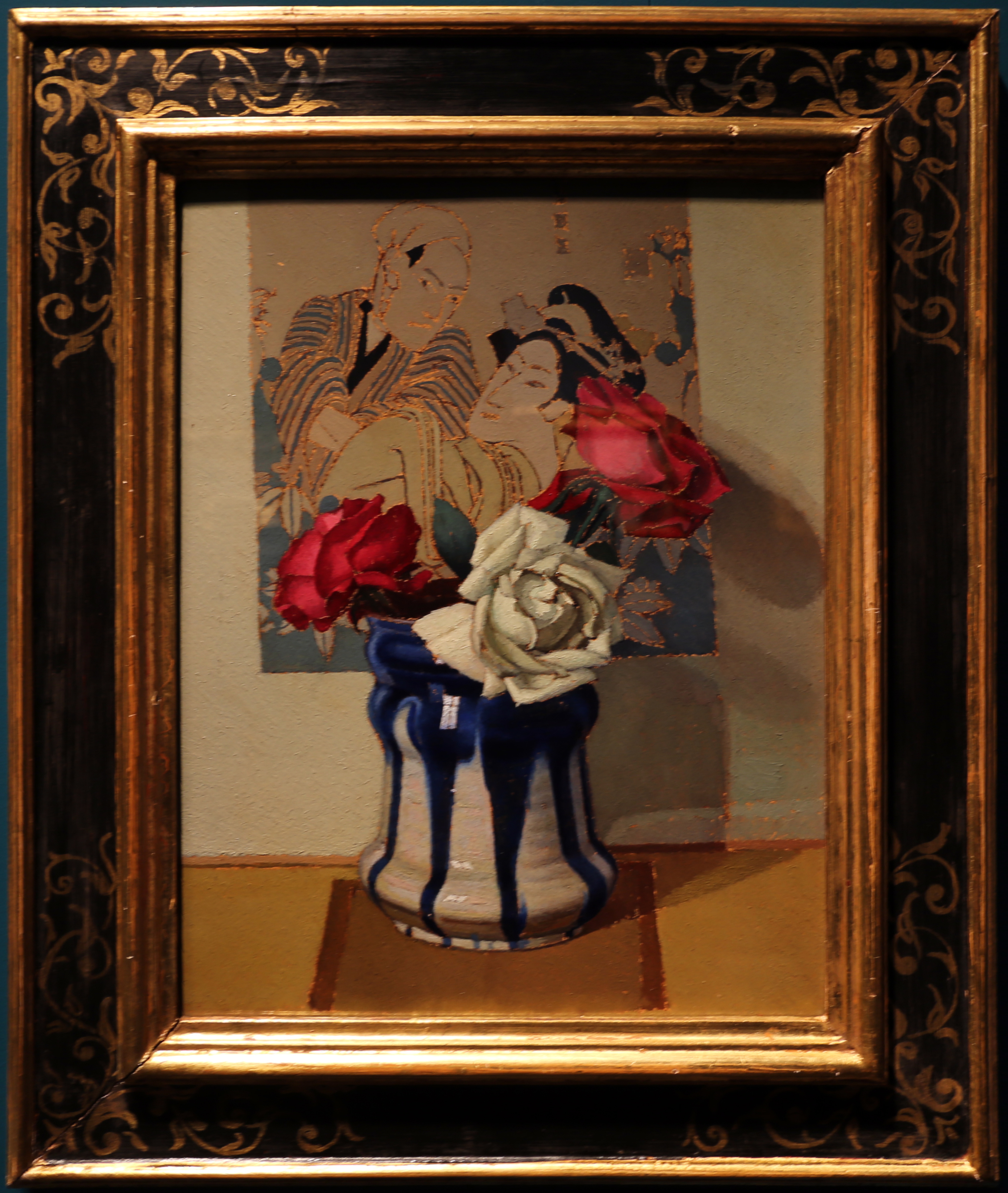
Nature morte et estampe japonaise, 1927
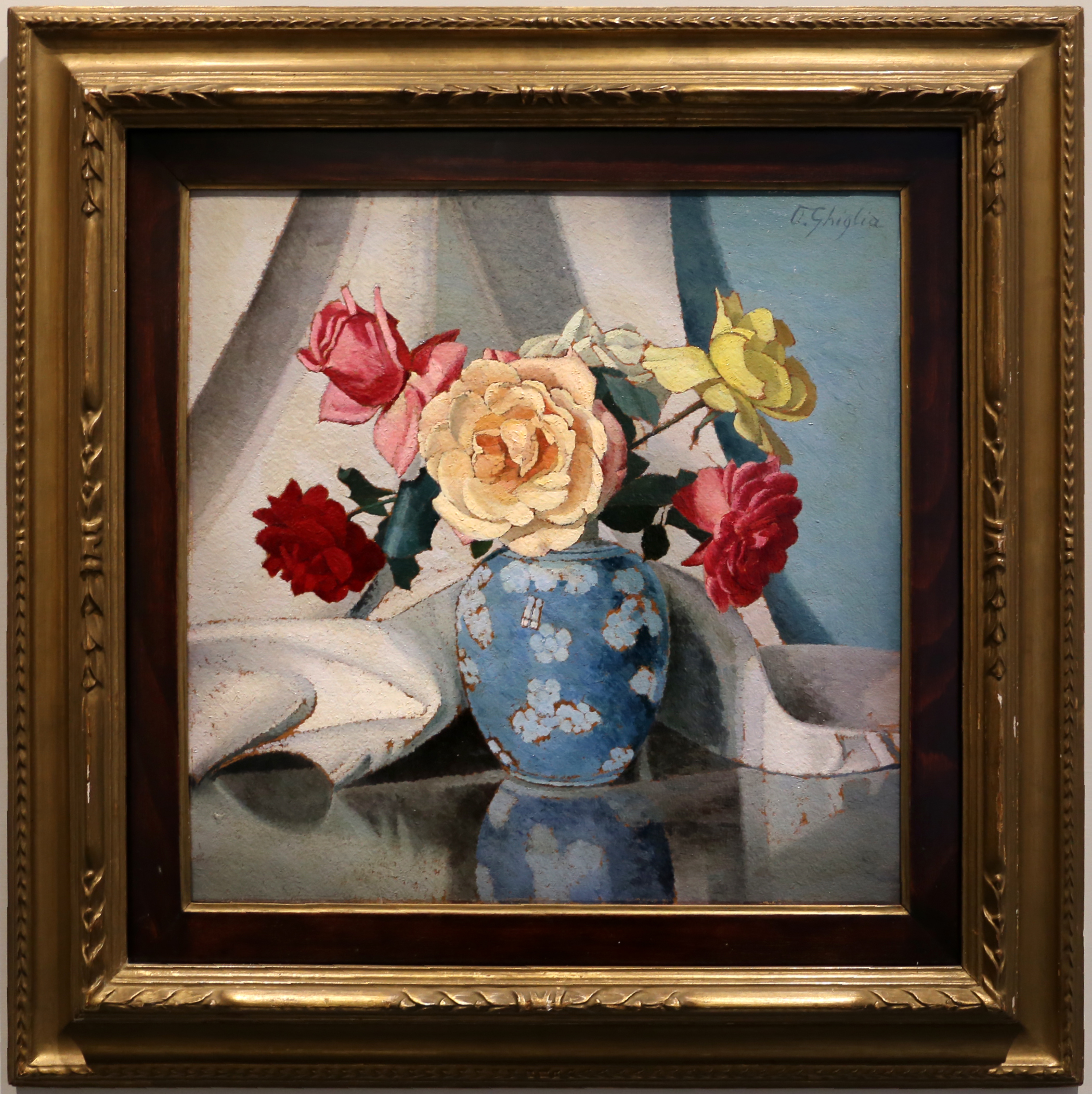
Vase avec roses 1920-1930, Museo Novecento